# ماردیروس ساریان
ماردیروس ساریان (به ارمنی: Մարտիրոս Սարյան) (به انگلیسی: Martiros Saryan) از نقاشان به‌نام اهل ارمنستان بود. وی عضو فرهنگستان ملی علوم ارمنستان بود.

## زندگی‌نامه
وی در خانواده ارمنی در (اکنون بخشی از روستوف-نا-دونو), روسیه به دنیا آمد. در سال ۱۸۹۵ در سن ۱۵ سالگی تحصیلات ابتدایی را در … به اتمام رساند. در بین سال‌های ۱۸۹۷ تا ۱۹۰۴ در مدرسه هنری مسکو از جمله در والنتین سروف و کنستانتین کورووین تحصیل نمود. … تحت تأثیر آثار پل گوگن و آنری ماتیس بود. وی آثار خویش را در نمایشگاه‌های مختلفی به نمایش گذاشت. وی در نمایشگاه Blue Rose در مسکو فعالیت می‌کرد.
از سال ۱۹۰۱ تا ۱۹۱۳ وی سفرهای در ترکیه، مصر و ایران انجام داد. در سال ۱۹۱۵ برای کمک به پناهجویانی که به واسطه نسل‌کشی ارمنی‌ها از امپراتوری عثمانی گریخته بودند وی به اچمیادزین عزیمت نمود. در سال ۱۹۱۶ وی به تفلیس سفر نمود و در آنجا با لوسیک آقایان ازدواج نمود.
در سال ۱۹۱۷ پس به قدرت رسیدن بلشویک وی به همراه خانواده اش برای ادامه زندگی به روسیه رفت. در سال ۱۹۲۱ مارتیروس و خانواده اش به ارمنستان نقل مکان نمودند. مادامی که بیشتر آثار وی مناظر ارمنستان بازتاب می‌دهد وی همچنین نشان ملی جمهوری شوروی سوسیالیستی ارمنستان را نیز طراحی کرده‌است.
بین سال‌های ۱۹۲۶ تا ۱۹۲۸ وی در پاریس زندگی و فعالیت می‌کرد، اما بیشتر آثار این دوره در یک آتش‌سوزی از بین رفتنه‌اند. از سال ۱۹۲۸ تا پیانا عمر ساریان در ارمنستان شوروی زندگی می‌کرد.

## جوایز
- نشان لنین (۳ مرتبه)[۱]

## نگارخانه

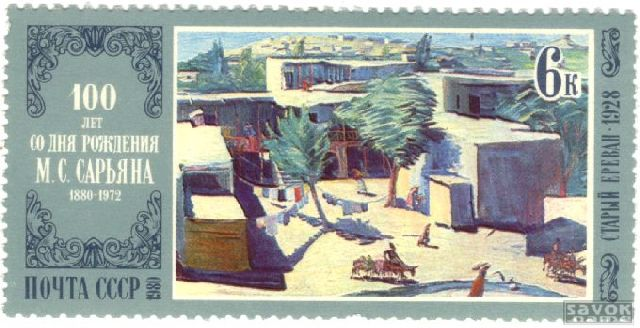
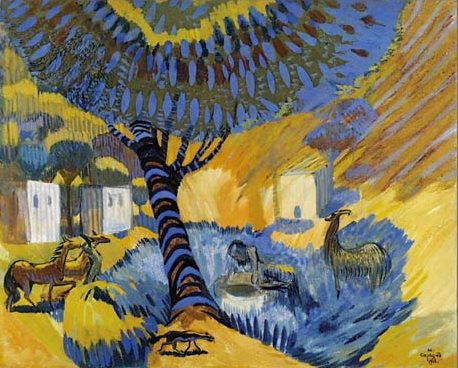
کنار چاه، روز گرم؛ ۱۹۰۸
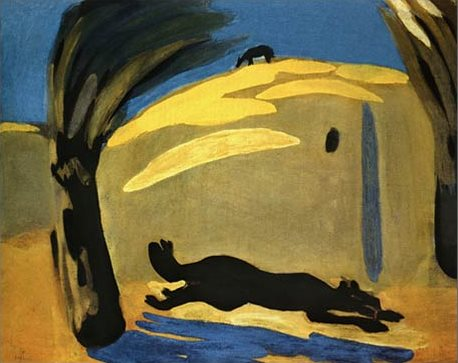
گرمای تابستان و سگ در حال دویدن؛ ۱۹۰۹
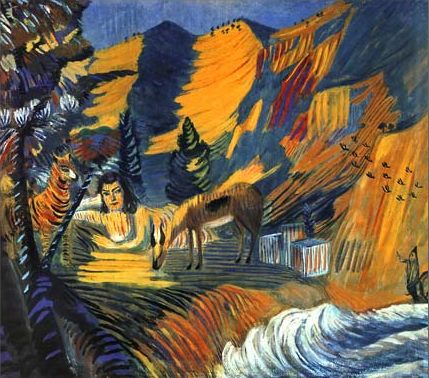
کنار دریا، ابوالهول؛ ۱۹۰۸
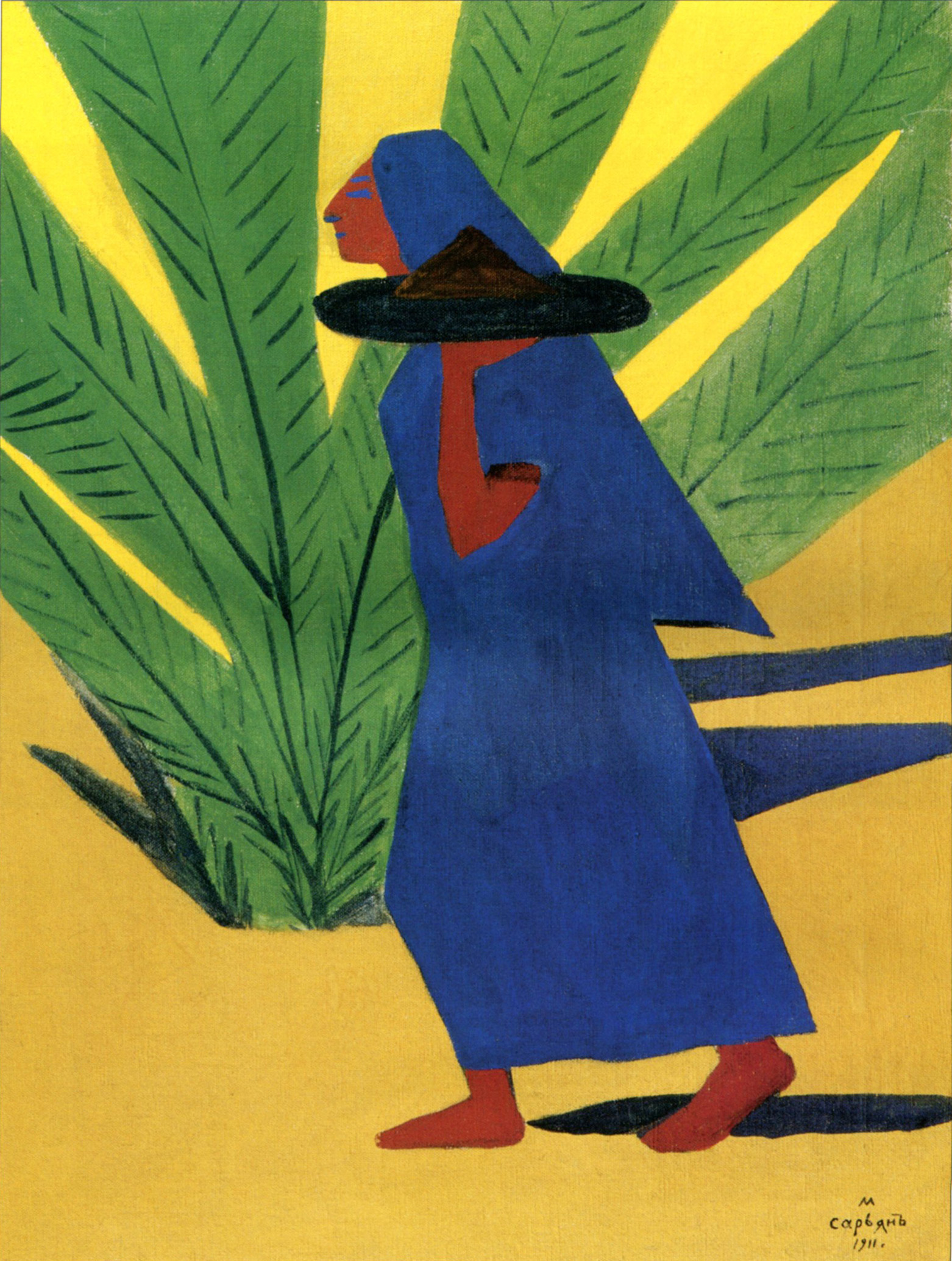
۱۹۱۱
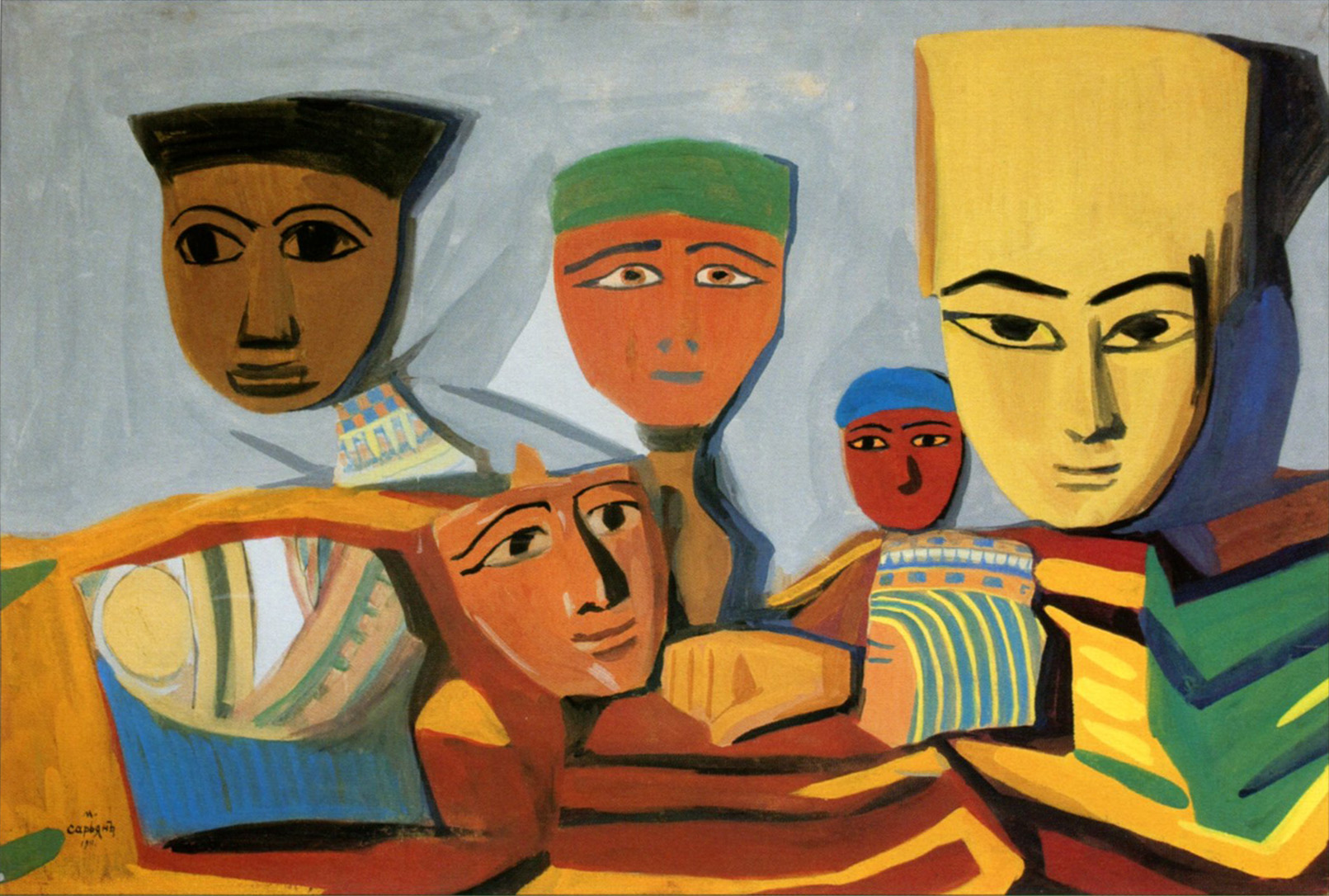
صورتک‌های مصری؛ ۱۹۱۱

## برای مطالعهٔ بیشتر
- سربریاکف، کنستانتین (پاییز و زمستان ۱۳۷۹). ترجمهٔ سیف‌الله گلکار. «داستانی آفتابی». فصلنامه فرهنگی پیمان. سال چهارم (۱۳ و ۱۴).